# Maria Aniela Miączyńska
Maria Aniela Miączyńska herbu Suchekomnaty (ur. w 1886 w Satyjowie na Wołyniu, zm. 16 marca 1959 w Krakowie) – córka hrabiego Antoniego Miączyńskiego oraz Julii Trzeciak, żona Kamila de Pourbaix. 

## Życiorys
W młodości kształciła się w Sacré Coeur w Zbylitowskiej Górze oraz była na tzw. wychowaniu u książąt Radziwiłłów z Ołyki. Pochodziła ze starej rodziny magnackiej Miączyńskich, jej przodek Atanazy Walenty Miączyński był wojewodą wołyńskim i odznaczył się w wojnach z Turkami i Kozakami, przyjaźnił się z królem Janem III Sobieskim oraz Augustem II Mocnym. 
10 czerwca 1910 roku zawarła związek małżeński z Kamilem de Pourbaix, który  był z pochodzenia Belgiem, ślubu udzielał im biskup Józef Bilczewski. Od około 1911 roku była właścicielką majątku Włodzimierzec na Wołyniu (łączna powierzchnia na 1939 rok wynosiła ok. 4200 hektarów). Wspólnie z mężem wychowywała dzieci, w poczuciu służby Bogu i Polsce. Najstarszy syn Kamil Kazimierz „Luks” jako oficer zginął 1 września 1939 roku w Bitwie pod Mokrą, drugi syn Zdzisław został rozstrzelany w Warszawie, praktycznie wszystkie dzieci brały czynny udział w walce z okupantem. Sama pomagała swojej córce Zofii w prowadzeniu punktu przerzutowego dla kurierów w rodzinnej willi Poleska w Szczawnicy.
Została pochowana na cmentarzu parafialnym w Szczawnicy.

## Rodzeństwo
- Siostra Antonina Miączyńska – żona Aleksandra Kobylańskiego - właściciela majątku Snowidów pow. Buczacz, oraz Janowiece pow. tarnowski
- Brat Jan Antoni Miączyński – historyk, współtwórca Muzeum im. M. Kopernika we Fromborku,
- Brat Jerzy Miączyński – kapitan WP, obrońca Lwowa, dr prawa, wiceburmistrz Jarosławia, zginął w Oświęcimiu.

## Dzieci
- Anna Maria Zakrzewska – żona Jana Zakrzewskiego (zamordowany w Charkowie)
- Kamil Kazimierz Józef de Pourbaix – oficer WP, zginął w Bitwie pod Mokrą
- Zdzisław de Pourbaix – uczestnik kampanii wrześniowej, działał w AK Warszawa, rozstrzelany przez Niemców w 1943 roku, VM V kl. Nr 14337 oraz KW
- Kazimierz de Pourbaix – oficer WP, powstaniec warszawski, VM V kl. oraz KW, dwukrotnie,
- Franciszek de Pourbaix –  pchor. ps. Piwnicki  uczestnik kampanii wrześniowej, powstaniec warszawski dowódca plutonu.
- Antoni de Pourbaix – uczestnik Powstania Warszawskiego,
- Zofia de Pourbaix – ps. Zula łączniczka AK, prowadziła punkt przerzutowy w Szczawnicy, VM V kl. oraz KW.
- Ryszard de Pourbaix – kpr. pchor. ps. "Piątaty", uczestnik Powstania Warszawskiego,
- Stanisław de Pourbaix,
- Marian de Pourbaix – uczestnik szkoły podchorążych (1944)
  - Marietta de Pourbaix – Lundin  – wnuczka Marii de Pourbaix posłanka do parlamentu szwedzkiego od 1995 roku, 19 października 2010 Prezydent RP Bronisław Komorowski przyznał Krzyż Komandorski Order Zasługi - za wybitne zasługi w działalności na rzecz promowania spraw Polski na arenie międzynarodowej.

## Odznaczenia
- Odznaka KOP w Sarnach